# En vrai
Albums de Soldat Louis
C'est un pays Bienvenue à bord
En vrai à l'Océanis, sorti en 1997, est le cinquième album du groupe Soldat Louis. Cet enregistrement public, a été réalisé à Plœmeur en Bretagne.

## Liste des chansons
| 1.    | Survivre en ennemis                                                | Gary Wicknam                | 4:10 |
| 2.    | Les p'tites du bout du monde                                       | Gary Wicknam / Soldat Louis | 4:25 |
| 3.    | The show must go on                                                | Gary Wicknam / Soldat Louis | 4:39 |
| 4.    | Encore un rhum                                                     | Gary Wicknam / Soldat Louis | 4:56 |
| 5.    | Frères du port                                                     | Gary Wicknam / Soldat Louis | 4:56 |
| 6.    | Soldat Louis (instrumental)                                        | Gary Wicknam / Soldat Louis | 3:26 |
| 7.    | Bow Lane (instrumental)                                            | Soldat Louis                | 3:25 |
| 8.    | C'est un pays                                                      | Gary Wicknam                | 5:47 |
| 9.    | Martiniquaise                                                      | Gary Wicknam / Soldat Louis | 6:12 |
| 10.   | Du rhum, du femmes                                                 | Gary Wicknam / Soldat Louis | 6:00 |
| 11.   | Savannah (d'après À bord de l'Étoile Matutine de Pierre Mac Orlan) | Gary Wicknam                | 4:43 |
| 12.   | Bobby Sands                                                        | Gary Wicknam                | 5:08 |
| 13.   | Femmes de légende                                                  | Gary Wicknam                | 6:38 |
| 14.   | Tirer des caisses                                                  | Gary Wicknam / Soldat Louis | 5:53 |
| 15.   | Pavillon noir                                                      | Gary Wicknam                | 5:01 |
| 75:25 |                                                                    |                             |      |

## Crédit

### autour de l'album
- 1997 - Déclic - Virgin
- Référence : 8442182
- Editeur : Sony Music
- Label : Déclic Communication

### autour des musiciens
- Serge Danet alias Soldat Louis
- Renaud Detressan alias Gary Wicknam

## Sources
- Livret de l'édition CD de l'album